# Гейл Епплмен
Гейл Айзек Епплмен (англ. Hale Appleman, нар. 17 січня 1986, Нью-Йорк, США) — американський актор. Відомий за ролями Тобі Кобба у фільмі 2007 року Зуби та Еліота Вога у телевізійному фентезійному телесеріалі Чарівники.

## Кар'єра
Епплмен грає у театрі. Серед його найпомітніших появ на сцені: відродження п'єси «Streamers» у Театральній Компанії Раундебаут (Нью-Йорк), «Втрачений рай» Кліффорда Одетса у Американському Репертуарному Театрі (Кембридж), а також прем'єра у Нью-Йорку «П'єси Пристрасті» Сари Руль у ролі Ісуса. У 2011 році він грав Боба в «Місячні діти» на Беркширському театральному фестивалі, також його можна почути у «Похованій дитині» Сема Шепарда в L.A. Theatre Works. У ролі Меркуціо брав участь в «Останнє прощавай» в Old Globe Theatre (Сан-Дієго).
Гейл грав Зака у музичному серіалі «Смеш» каналу NBC. Дебютував у кіно стрічці «Прекрасний Огайо» у ролі Елліота, та зображаючи аніматора та автора коміксів Джудда Вінніка у стрічці «Педро». Серед інших його ролей Меркуціо в «Рядовий Ромео», Гіббон Перл у короткометражці «Устриці Рокфеллера». З 2015 року по теперішній час грає Еліота Вога у серіалі «Чарівники» каналу Syfy, за одноіменними книгами Льва Ґроссмана.

## Особисте життя
Гейл навчався у вищій школі музики, мистецтв та сценічної майстерності Fiorello H. LaGuardia High School.
Серед його найближчих друзів — партнерка за знімальним майданчиком «Чарівників» Саммер Бішил, актор Ентоні Керріган (серіали «Готем», «Баррі»), акторка Олівія Тірлбі (фільми «Джуно», «Суддя Дредд»), та акторка Стефані Сімбарі (серіал «Тепер і зараз», фільм «Заручниця 3»).
Епплмен говорить про себе, що він «однозначно не гетеро» та ідентифікує себе, як квір.
Головне хобі Гейла — музика. Співпрацював із гуртом Active Sun. Виконує наживо власні музичні кавери та стенд ап номери.

## Фільмографія

### Фільми
| Рік  | Назва              | Роль                         | Примітки        |
| ---- | ------------------ | ---------------------------- | --------------- |
| 2006 | Прекрасний Огайо   | Елліот                       |                 |
| 2007 | Зуби               | Тобі                         |                 |
| 2008 | Педро              | Джудд Віннік                 |                 |
| 2011 | Рядовий Ромео      | Джош Нефф/Меркуціо/Капулетті |                 |
| 2012 | Устриці Рокфеллера | Гіббон Перл                  | короткометражка |
| 2012 | Jagoo              | Сем                          | короткометражка |
| 2015 | Біла орхідея       | Красень                      |                 |
| 2016 | Каньйон Колдвотер  | Монро                        | короткометражка |

### Телебачення
| Рік         | Назва      | Роль      | Примітки     |
| ----------- | ---------- | --------- | ------------ |
| 2012        | Успіх      | Зак       | 2 епізоди    |
| 2015        | The Walker |           | 1 епізод     |
| 2015 — 2020 | Чарівники  | Еліот Вог | Основна роль |